# Millenniumskirche

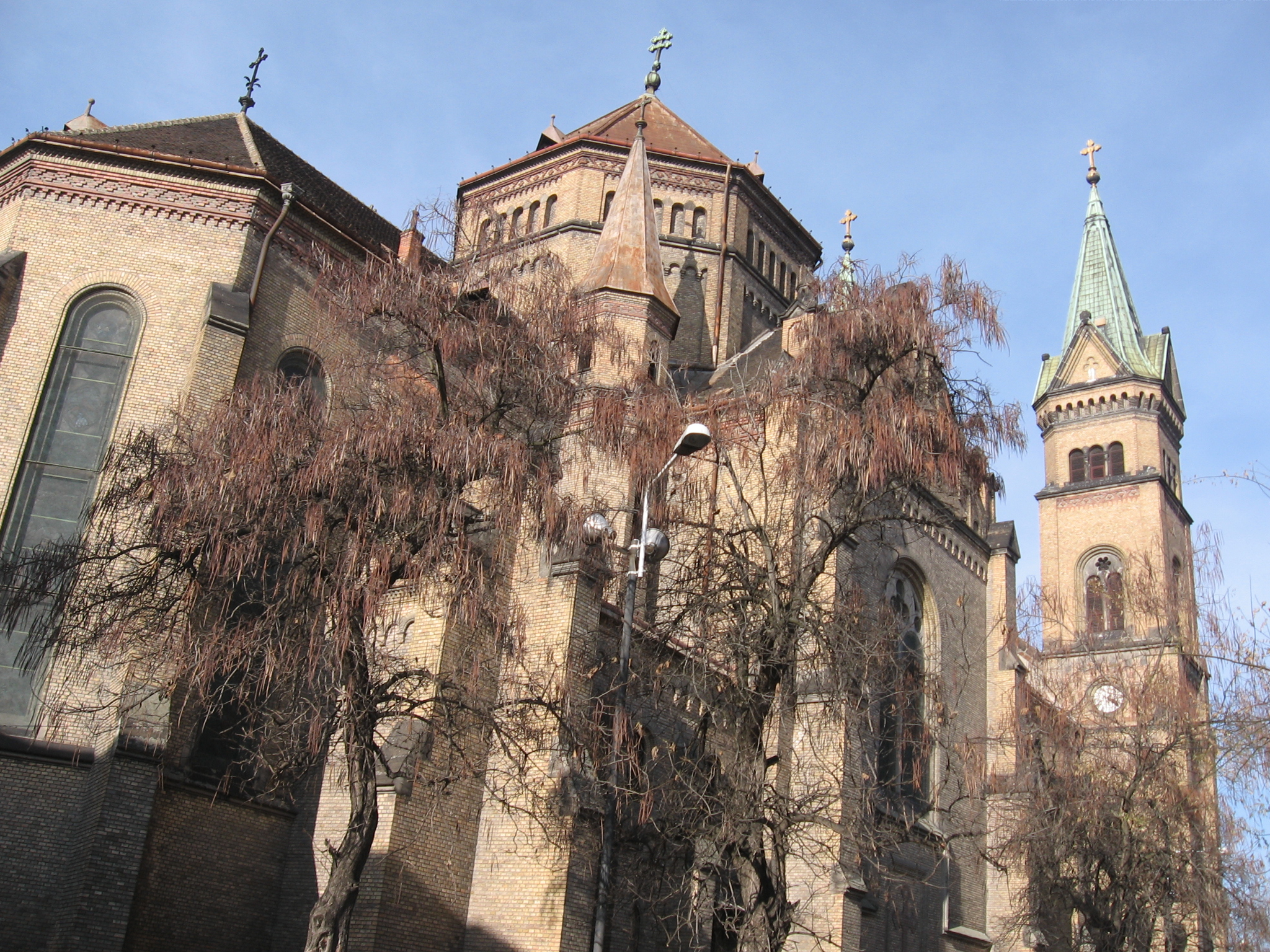
Rückseite der Millenniumskirche, 2007

Die Millenniumskirche (rumänisch Biserica Millennium, auch Biserica Parohială „Sfânta Fecioară Maria, Regină“)  im II. Bezirk Fabric (deutsch Fabrikstadt) ist die größte römisch-katholische Kirche  der westrumänischen Stadt Timișoara (deutsch Temeswar). Sie befindet sich südlich des Bulevardul 3 August 1919 auf der Piața Romanilor, südwestlich der Piața Traian.

## Geschichte
1726 erbaute die katholische Gemeinde von Temeswar auf der Piața Vârful cu Dor in der Nähe der Bierfabrik die im Barockstil gehaltene Kirche der Gesegneten Jungfrau Maria. Mit dem industriellen Wachstum in der Fabrikstadt nahm auch die Zahl der ansässigen Katholiken zu, sodass sich die alte Pfarrkirche mit der Zeit als zu klein erwies.
Der Neubau der Millenniumskirche begann 1896 nach den Plänen des Architekten Ludwig von Ybl. Nach ihrer Fertigstellung wurde sie am 13. Oktober 1901 anlässlich der Millenniumsfeierlichkeiten des Königreichs Ungarn von Bischof Alexander III. Dessewffy geweiht.
Die alte Kirche Mariä Geburt überließ man der griechisch-katholischen Gemeinde.

## Beschreibung
Die Millenniumskirche ist der größte katholische Kirchenbau in Timișoara; sie fasst bis zu 3000 Personen. Ihr Architekturstil trägt neuromanische und neugotische Züge. Bei der Errichtung der Kirche wurden etwa vier Millionen Ziegel verbaut.
Die Vorderfront des monumentalen Gebäudes beeindruckt mit ihrem Portal, über dem drei Standbilder aufgestellt sind, wovon das mittlere Jesus Christus mit dem Kreuz darstellt, der links und rechts von den Aposteln Petrus und Paulus flankiert wird.
Die darüber liegende Rosette enthält acht bemalte Glasfenster. Die beiden Türme der Kirche haben eine Höhe von 65 Metern. Sie sind ebenfalls mit verschiedenen Fenstern ausgestattet und zeigen mit ihren Turmuhren die Zeit an. Der Vierungsturm ist 45 Meter hoch. Die große Glocke wiegt 2420 Kilogramm und stammt aus der Werkstatt von Antal Novotny.
Die Millenniumskirche ist eine dreischiffige Basilika mit Querhaus. Über der Vierung steht ein oktogonaler Vierungsturm. Das Altarbild von Georg Vastag zeigt Maria mit Krone und Zepter und dem Jesuskind auf dem Arm. Die kunstvolle Wandmalerei wurde von den Dekorationsmalern Karl Kremper und Söhne ausgeführt.
Die Heilige Messe wird in ungarischer, deutscher, rumänischer, und jeden Samstagabend in italienischer Sprache gefeiert.

## Orgel
Carl Leopold Wegenstein, der 1896 seine erste große Orgel für die Katharinenkirche in der Inneren Stadt ausgeliefert hatte, erhielt im gleichen Jahr auch den Auftrag zum Orgelbau für die Millenniumskirche. Die Kosten für die technisch fortschrittliche Orgel wurden von Bischof Alexander III. Dessewffy getragen. Die Kirche und die Orgel wurden im selben Jahr geweiht.
Zwischen 1928 und 1930 wurde der Spieltisch auf Wunsch des damaligen Kirchenmusikers Paul Wittmann weiter nach vorne versetzt und umgedreht, damit er den Chor gleichzeitig dirigieren konnte. 1979 wurde die Orgel von Walter Kindl renoviert und umgebaut, wonach die Disposition wie folgt aussieht:
| I Hauptwerk C–g3 |       |
| Principal        | 16′   |
| Principal        | 8′    |
| Gedeckt          | 8′    |
| Octav            | 4′    |
| Spitzflöte       | 4′    |
| Octav            | 2′    |
| Cornett IV       | 8′    |
| Mixtur III       | 1 ⁄3′ |
| Trompete         | 8′    |

| II Oberwerk      |       |
| Lieblich Gedeckt | 8′    |
| Salicional       | 8′    |
| Octav            | 4′    |
| Holzflöte        | 4′    |
| Octav            | 2′    |
| Sesquialter      | 2 ⁄3′ |
| Scharff III      | 1′    |
| Regal            | 8′    |
| Tremulant        |       |

| III Schwellwerk |                |
| Quintatön       | 16′            |
| Principal       | 8′             |
| Konzertflöte    | 8′             |
| Gamba           | 8′             |
| Vox celeste     | 8′             |
| Octav           | 4′             |
| Flauto traverso | 4′             |
| Nasad           | 2 ⁄3′          |
| Piccolo         | 2′             |
| Terz-Sept       | 1 3⁄5′ + 1 ⁄7′ |
| Quarte          | 1 ⁄3′ + 1′     |
| Plein jeu V     | 2′             |
| Klarinette      | 8′             |
| Tremulant       |                |

| Pedal C-f1  |         |
| Principal   | 16′     |
| Subbass     | 16′     |
| Violon      | 16′     |
| Quinte      | 10 2⁄3′ |
| Octavbass   | 8′      |
| Gemshorn    | 8′      |
| Choralflöte | 4′      |
| Zink III    | 5 1⁄3′  |
| Mixtur V    | 4′      |
| Posaune     | 16′     |
| Trompete    | 8′      |
| Clarine     | 4′      |